# 베른트 슈토르크
베른트 슈토르크(독일어: Bernd Storck, 1963년 1월 25일 ~ )는 독일의 전 축구 선수이자 현 축구 감독이다.
2015년 7월 20일에 다르더이 팔 감독의 후임으로 헝가리 축구 국가대표팀을 맡았으며, UEFA 유로 2016 예선에서 3위를 차지해 플레이오프를 통해 헝가리가 노르웨이를 꺾고 팀을 44년 만에 처음 유로 대회에 진출시키는데 성공한다. 프랑스에서 개최된 UEFA 유로 2016 본선에서 헝가리가 16강전에 진출하는 성과를 기록하는 데에 기여했다. 하지만 헝가리가 2017년 6월 15일에 열린 안도라와의 2018년 FIFA 월드컵 유럽 지역 예선 원정 경기에서 0-1 패배를 기록하면서 사임 압력을 받았고 2017년 10월 17일에 헝가리 축구 국가대표팀 감독에서 물러나게 된다.